# Votivkapelle (Nattenhausen)

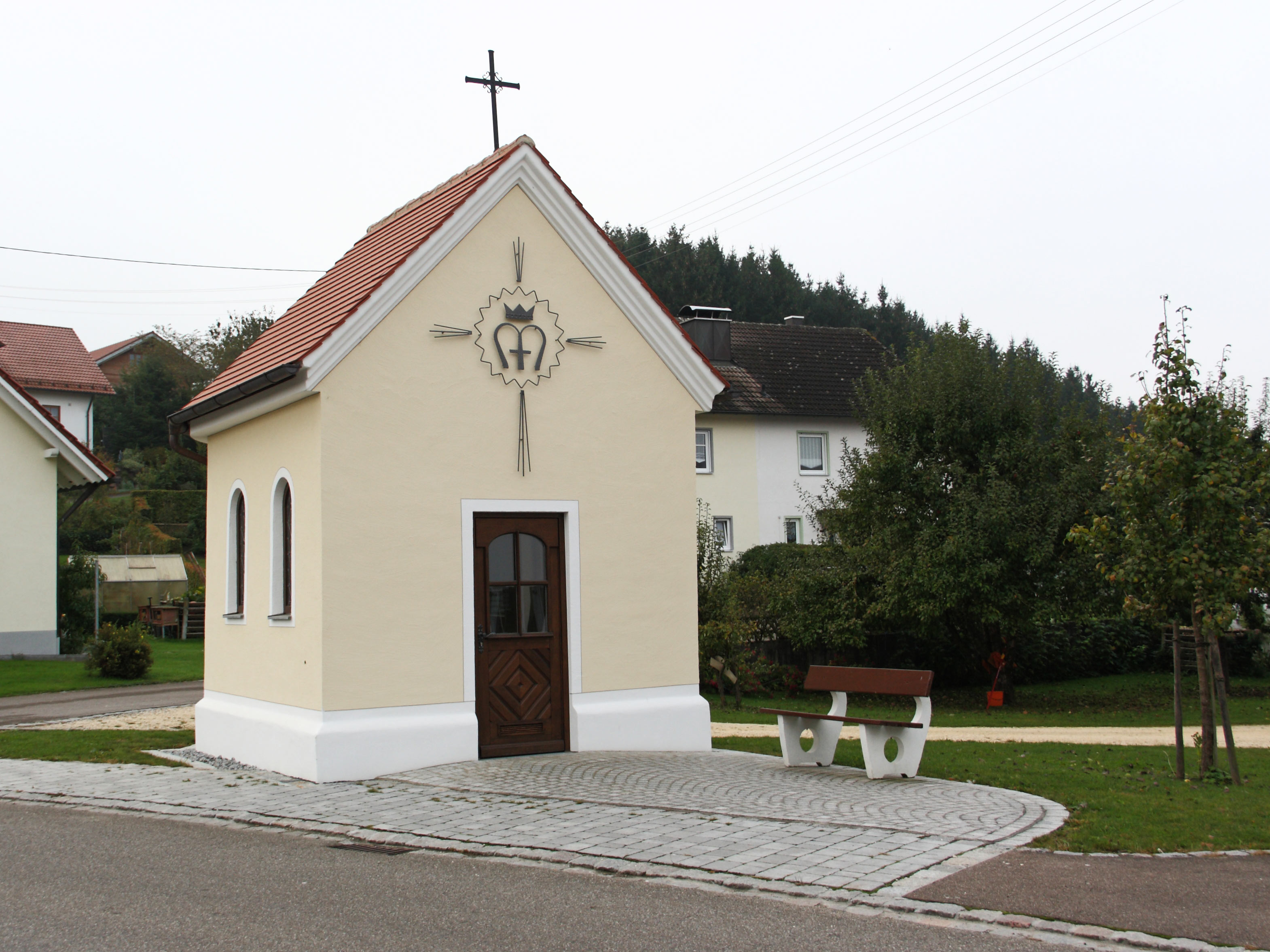
Votivkapelle in Nattenhausen

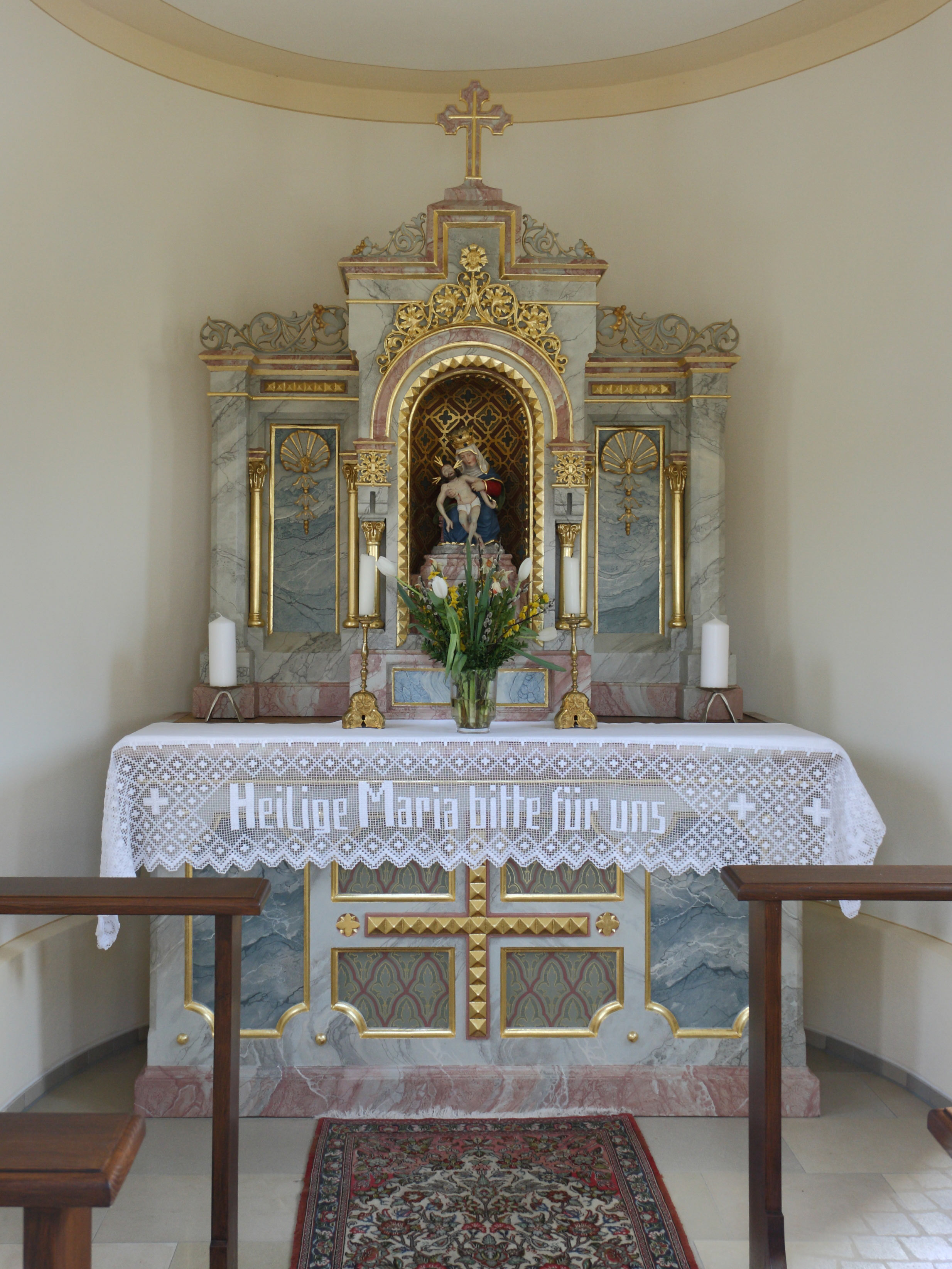
Innenansicht

Die katholische Votivkapelle in Nattenhausen, einem Ortsteil der Gemeinde Breitenthal im schwäbischen Landkreis Günzburg (Bayern), wurde um 1900 errichtet. Die Kapelle in der Nähe der Oberdorfer Straße ist ein geschütztes Baudenkmal.
Die Votivkapelle ist ein kleiner Massivbau mit eingezogener halbrunder Apsis in neubarocker Form.
Im Altar aus der Erbauungszeit ist eine Skulptur der Pietà aufgestellt.